# Romina Di Lella
Romina Di Lella (* 20. September 1982 in Berlin) ist eine deutsch-italienische Schauspielerin, Produzent und Sängerin.

## Leben
Di Lella ist die Tochter des Ehepaares Maurizio und Venera Di Lella. Durch ihren italienischen Vater und ihre aus Rumänien stammende Mutter erhielt sie eine mehrsprachige und multikulturelle Erziehung.

### Karriere
2004 begann sie eine Ausbildung in Schauspiel, Gesang und Tanz, die sie 2007 abschloss.
Im Jahre 2004 spielte sie eine Nebenrolle im Actionfilm Target.
Mit der Hauptrolle der „Giulietta Di Messina“ im Action-Thriller Love Hate & Security des Regisseurs Damian Chapa gelang ihr 2013 der bislang größte Erfolg. Sie spielte an der Seite von Ralf Moeller und Damian Chapa. Daneben war sie auch als Sängerin auf dem Soundtrack des Films zu hören und als Produzentin für die Filmmusik tätig. In dem Film Enemy Within aus dem Jahr 2015 spielt Di Lella ihre zweite Hauptrolle in einer reinen Hollywood-Produktion, wobei die Rolle der Concetta Masconi verkörperte. Erneut führte Damian Chapa Regie. Der Soundtrack zum Film wurde erneut von Di Lella mitkomponiert, produziert sowie eingesungen.
Di Lella war 2018 als Sängerin, Song-Writerin und Musikproduzentin tätig. Sie produzierte den Song Mi Corazón Ay Ay Ya in Spanien (Marbella).
Für den Actionfilm Pistolera schrieb Romina Di Lella 2018 erstmals das Drehbuch selbst und fungierte erneut als Executiv-Produzentin für Regisseur Damian Chapa. Auch am Soundtrack war sie beteiligt.

## Filmografie
- 2004: Target
- 2011: Testing Life
- 2014: Love, Hate & Security
- 2016: Enemy Within
- 2020: Pistolera

### Produzentin
- 2014: Love, Hate & Security
- 2016: Enemy Within
- 2020: Pistolera

### Musikproduzent
- 2014: Love, Hate & Security
- 2016: Enemy Within
- 2020: Pistolera